# Alena Kaufman
Alena Vladimirovna Kaufman, nata Gorbunova (in russo Алена Владимировна Кауфман - Горбунова?; Ekaterinburg, 30 giugno 1987), è una biatleta e fondista russa paralimpica, vincitrice di medaglie ai Giochi paralimpici di Torino del 2006, Vancouver del 2010 e Soči del 2014.

## Biografia
Alena Gorbunova è nata il 30 giugno 1987 a Ekaterinburg. Entrambi i suoi genitori erano sportivi : suo padre è stato un canottiere mentre sua madre praticava sci di fondo. Fin dalla nascita le è stata diagnosticata una debolezza alla mano sinistra ma ha comunque praticato sport fin da bambina. Inizialmente si è dedicata alla canoa, ma ha dovuto abbandonare lo sport a causa di un infortunio, e nel 2016 ha iniziato ad allenarsi seriamente nel biathlon e nello sci di fondo.
Nel 2006 ha partecipato ai Giochi paralimpici di Torino nel biathlon e nello sci di fondo, arrivando sesta nelle prove di 5 e 10 km in piedi nello sci di fondo e vincendo la medaglia d'oro nella 7,5 km in piedi nel biathlon.
Quattro anni più tardi ha nuovamente partecipato sia nel biathlon che nello sci di fondo ai Giochi paralimpici di Vancouver, conquistando la medaglia di bronzo nella 3 km in piedi di biathlon.
Nel 2010 dopo i giochi di Vancouver si è sposata con Mark Kaufman e ha preso il suo cognome, e l'anno successivo è nata la loro figlia Karina.
Parallelamente agli sport invernali ha praticato anche paratriathlon ad alti livelli, e sia nel 2012 che nel 2013 si è classificata terza ai Campionati europei di paratriathlon categoria TRI-4, che si sono svolti rispettivamente ad Eilat in Israele e ad Alanya in Turchia.
Nel 2014 a Soči ha preso parte alla sua terza paralimpiade, partecipando nuovamente sia alle gare di biathlon che di sci di fondo, e conquistando ben 5 medaglie : oro nella 6 e nella 10 km in piedi e argento nella 12,5 km in piedi nel biathlon, bronzo nella 1 km sprint in piedi nello sci di fondo e oro nella staffetta mista 4x2,5 km nello sci di fondo.

## Palmarès
- Giochi paralimpici invernali

Torino 2006: oro nella 7,5 km in piedi nel biathlon
Vancouver 2010: bronzo nella 3 km in piedi nel biathlon
Soči 2014: oro nella 6 km in piedi nel biathlon
Soči 2014: oro nella 10 km in piedi nel biathlon
Soči 2014: oro nella staffetta mista 4x2,5 km nello sci di fondo
Soči 2014: argento nella 12,5 km in piedi nel biathlon
Soči 2014: bronzo nella 1 km sprint in piedi nello sci di fondo
- Campionati europei di paratriathlon

Eilat 2012: bronzo nel paratriathlon categoria TRI-4
Alanya 2013: bronzo nel paratriathlon categoria TRI-4